# سرگذشت نارنیا
سرگذشت نارنیا (به انگلیسی: The Chronicles of Narnia)؛ مجموعه‌ای از هفت رمان خیال‌پردازی نوشتهٔ سی اس لوئیس برای کودکان است که در ایران بیشتر با نام ماجراهای نارنیا شناخته می‌شود. این مجموعه که به عنوان یک اثر کلاسیک در ادبیات کودک و شناخته‌ترین اثر نویسنده‌اش شناخته می‌شود، بیش از ۱۲۰ میلیون نسخه از آن به ۴۱ زبان فروخته شده در بین سال‌های ۱۹۴۹ تا ۱۹۵۴ نوشته شده‌است. این مجموعه در قلمرو خیالی نارنیا، دنیایی خیالی از جادوها، موجودات افسانه‌ای و حیوانات سخنگو قرار دارد. این مجموعه داستان، ماجراهای کودکان مختلفی را روایت می‌کند که نقش اصلی را در تاریخ جهان نارنیا دارند. به‌جز در اسب و آدمش، قهرمانان اصلی همه کودکان دنیای واقعی هستند که به طرز جادویی به نارنیا منتقل می‌شوند؛ جایی که گاهی توسط اصلان برای محافظت از نارنیا در برابر شر دعوت می‌شوند. این کتاب‌ها کل تاریخ نارنیا را شامل می‌شوند؛ از زمان ایجاد آن در خواهرزاده جادوگر تا نابودی نهایی آن در آخرین نبرد.
علاوه بر زمینه‌های متعدد سنتی مسیحی، این مجموعه، شخصیت‌ها و ایده‌هایی از اساطیر یونانی و رومی و همچنین افسانه‌های کهن بریتانیا و ایرلند را به کار گرفته‌است.

## داستان
سرگذشت نارنیا ماجرای کودکانی را نقل می‌کند که نقش اصلی را تاریخچهٔ دنیای نارنیا بازی می‌کنند. در هر کتاب از این مجموعه (به جز اسب و آدمش) کودکانی از دنیای ما به صورت جادویی به نارنیا منتقل می‌شوند. جایی که از آن‌ها خواسته می‌شود تا به اصلان شیر کمک کنند تا از پس بحران در دنیای نارنیا برآید.

## نارنیا
نارنیا دنیایی است که در آن حیوانات سخن می‌گویند، جادو امری رایج نیست ولی جادو در بطن سرزمین وجود دارد و خوبی به جنگ با بدی می‌رود. داستان آفرینش نارنیا در روز نخست با آواز اصلان شیر و سخنگو شدن حیوانات با جادوی او در کتاب خواهرزاده جادوگر و داستان پایان آن در کتاب آخرین نبرد آمده‌است.

## کتاب‌های هفت‌گانه نارنیا
ماجراهای نارنیا که شامل هفت کتاب مستقل است:
به ترتیب زمان انتشار
- شیر، کمد و جادوگر (۱۹۵۰)
- شاهزاده کاسپین (۱۹۵۱)
- سفر کشتی سپیده‌پیما (۱۹۵۲)
- صندلی نقره‌ای (۱۹۵۳)
- اسب و آدمش (۱۹۵۴)
- خواهرزاده جادوگر (۱۹۵۵)
- آخرین نبرد (۱۹۵۶)

به ترتیب سیر داستان
- خواهرزاده جادوگر
- شیر، کمد و جادوگر
- اسب و آدمش
- شاهزاده کاسپین
- سفر کشتی سپیده‌پیما
- صندلی نقره‌ای
- آخرین نبرد

## فیلم‌های ساخته شده از کتاب‌های نارنیا
- سرگذشت نارنیا: شیر، کمد و جادوگر (۲۰۰۵)
- سرگذشت نارنیا: شاهزاده کاسپین (۲۰۰۷)
- سرگذشت نارنیا: سفر کشتی سپیده‌پیما (۲۰۱۰)

## شخصیت‌های اصلی
اصلان: او در هفت کتاب نارنیا به عنوان یک نقش مهم حضور دارد. او یک شیر سخن‌گوست که در نارنیا به عنوان یک پادشاه شناخته می‌شود. او دارای شخصیتی مهربان و عاقلانه است و یک راهنمای دلسوز برای شخصیت‌های نارنیا می‌باشد.
خانواده پونسی‌: دو برادر و دو خواهر که قهرمانان اصلی تاریخ نارنیا به حساب می‌آیند. آنها در کتاب اول نارنیا، شیر، کمد و جادوگر، پادشاهان و ملکهٔ نارنیا می‌شوند و در پنج کتاب از هفت کتاب حضور دارند. اگرچه آن‌ها در این مجموعه در دوران کودکی معرفی می‌شوند، اما در دوران سلطنت در نارنیا بزرگ می‌شوند. آن‌ها پس از بازگشت به دنیای واقعی به دوران کودکی بازمی‌گردند. آنها در اسب و آدمش در دوارن بزرگسالی در نارنیا حضور دارند. هر چهار نفر آن‌ها در کتاب‌های شیر، کمد و جادوگر و شاهزاده کاسپین ظاهر می‌شوند. در کتاب دوم اصلان به پیتر و سوزان می‌گوید که آن‌ها دیگر به نارنیا بازنمی‌گردند؛ زیرا سن آن‌ها زیاد شده‌است. سوزان، لوسی و ادموند در اسب و آدمش ظاهر می‌شوند. لوسی و ادموند در سفر کشتی سپیده‌پیما ظاهر می‌شوند، جایی‌که اصلان به آن‌ها نیز می‌گوید که سن‌شان زیاد شده‌است. در آخرین نبرد، لوسی، ادموند و پیتر به عنوان پادشاهان و ملکه نارنیا حضور دارند.
یوستاس اسکراب: او در کتاب سوم، کشتی سپیده‌پیما وارد داستان می‌شود. او در آغاز دارای شخصیتی واقع‌گرا و عبوس می‌باشد و اعتقادی به نارنیا ندارد ولی بعداً به‌طور اتفاقی وارد نارنیا شده و آن را باور می‌کند. هنگامی‌که طمع باعث می‌شود او به اژدها تبدیل شود شخصیت خود را بهبود دهد، پریشانی او از داشتن زندگی به عنوان اژدها باعث تامل او درباره وحشتناک‌بودنش می‌شود. اصلان او را دوباره به انسان تبدیل می‌کند. در کتاب‌های بعدی شخصیت او بهتر توصیف می‌شود، او و جیل پل هنگامی که شاهزاده ریلیان گمشده را از چنگال یک جادوگر شیطانی نجات می‌دهند، تبدیل به قهرمان می‌شوند. وی در کتاب صندلی نقره‌ای نقش اصلی داستان را ایفا می‌کند و در آخرین نبرد نیز حضور دارد.
جیل پل: وی توسط یوستاس در کتاب صندلی نقره‌ای به نارنیا راه پیدا می‌کند. جیل هم‌کلاسی و همسایهٔ یوستاس می‌باشد و در کتاب آخرین نبرد نیز حضور دارد. در صندلی نقره‌ای، اصلان به او ماموریت می‌دهد تا مجموعه‌ای از نشانه‌ها را که به او و یوستاس در تلاش برای پیدا کردن پسر گمشده کاسپین کمک می‌کند، به‌خاطر بسپارد. در آخرین نبرد نیز او و استاس به همراه پادشاه تیریان از نارنیا در برابر کالورمنس محافظت می‌کنند.
دیگوری: او به عنوان یک شخصیت فرعی در شیر، کمد و جادوگر به عنوان پروفسور شناخته می‌شود، کسی که میزبان پونسی‌ها در طول جنگ جهانی دوم است. در کتاب خواهرزاده جادوگر، دیگوری جوان از طریق جادو، ناخواسته جیدیس/جادوگر سفید را از دنیای در حال مرگ چارن به دنیای تازه ایجاد شده نارنیا منتقل می‌کند. برای رفع اشتباهش، اصلان برای او سیبی جادویی می‌فرستد که از نارنیا محافظت کند و مادر در حال مرگش را بهبود دهد. او اولین انسان می‌باشد که در نارنیا حضور پیدا می‌کند. دیگوری در آخرین نبرد به نارنیا بازمی‌گردد.
پولی پلامر: او همسایه و دوست دیگوری است که در دو کتاب خواهرزاده جادوگر و آخرین نبرد حضور دارد. شعبده‌باز ستمکار (عموی دیگوری) او را فریب می‌دهد یک حلقه جادویی را لمس کند که او را به جنگل بین دنیاها منتقل می‌کند و او را آن‌جا گیر می‌اندازد. عموی دیگوری، دیگوری را ترغیب می‌کند تا با حلقه دوم جادویی که قدرت بازگرداندن او را دارد به دنبال او برود. این ماجراها باعث می‌شود پولی و دیگوری تنها شاهدان ایجاد نارنیا توسط اصلان شوند.
شاهزاده کاسپین: او در دومین کتاب حضوری فعال دارد و جانشین و برادرزاده پادشاه میراز معرفی می‌شود که تاج و تخت خود را توسط عموی خود از دست داده و رهبر شورش نارنیای قدیم علیه ارتش میراز (تلمارین) می‌شود او به کمک خانواده پونسی دوباره تاج و تخت خود را پس می‌گیرد. در سفر کشتی سپیده‌پیما او گروهی را برای پیدا کردن هفت ارباب، که میراز تبعید کرده بود، به سوی اقیانوس شرقی رهبری می‌کند تا آن‌ها را به کشور اصلان برگرداند. در صندلی نقره‌ای به عنوان یک پیرمرد در حال مرگ معرفی می‌شود.
جیدیس (جادوگر سفید): او که یکی از مخالفان مهم نارنیا می‌باشد در کتاب خواهر زاده جادوگر وارد نارنیا شده و عامل یخ زدن نارنیاست و در کتاب شیر، کمد و جادوگر توسط اصلان در جنگ کشته می‌شود.

## جوایز
آخرین جلد از این مجموعه (آخرین نبرد) در سال ۱۹۵۶ مدال کارنگی (از جایزه‌های معتبر ادبیات کودکان) را از آن خود کرده‌است.